# Hörden (Gaggenau)
Hörden ist ein Stadtteil von Gaggenau im baden-württembergischen Landkreis Rastatt.

## Lage und Verkehrsanbindung
Hörden liegt südöstlich der Kernstadt Gaggenau an der Bundesstraße 462. Am westlichen Ortsrand fließt die Murg, nördlich der Haselbach, südlich und westlich der Laufbach. Westlich, nordöstlich und südöstlich von Hörden liegen die drei Teilgebiete des 42,7 ha großen Naturschutzgebietes Galgenberg, Lieblingsfelsen, Scheibenberg. Der Bahnhof Hörden-Ottenau an der Murgtalbahn wurde 2002 mit Aufnahme des Stadtbahnbetriebes geschlossen und durch Haltepunkte in den beiden Teilorten ersetzt.

## Geschichte
Hörden war einst ein Hauptort der Holzhandels- und Flößergenossenschaft Murgschifferschaft. Der ehemals selbständige Ort, 1408 erstmals erwähnt und traditionell eng mit der südlichen Nachbarstadt Gernsbach verbunden, wurde zum 1. Januar 1975 nach Gaggenau eingemeindet. Die frühere Gemeinde hatte eine Fläche von 4,01 km². Das Gebäude der ehemaligen Synagoge ist erhalten.

## Sehenswürdigkeiten
- Das Haus Kast mit seinem Renaissanceportal beherbergt ein Museum mit Exponaten zur Flößerei, Wald, Jagdgeschichte, Märchen und Sagen.
- Katholische Pfarrkirche St. Johannes Nepomuk, 1892–1894 durch Franz Jacob Schmitt erbaut, mit erhaltener neugotischer Innenausstattung.[4]

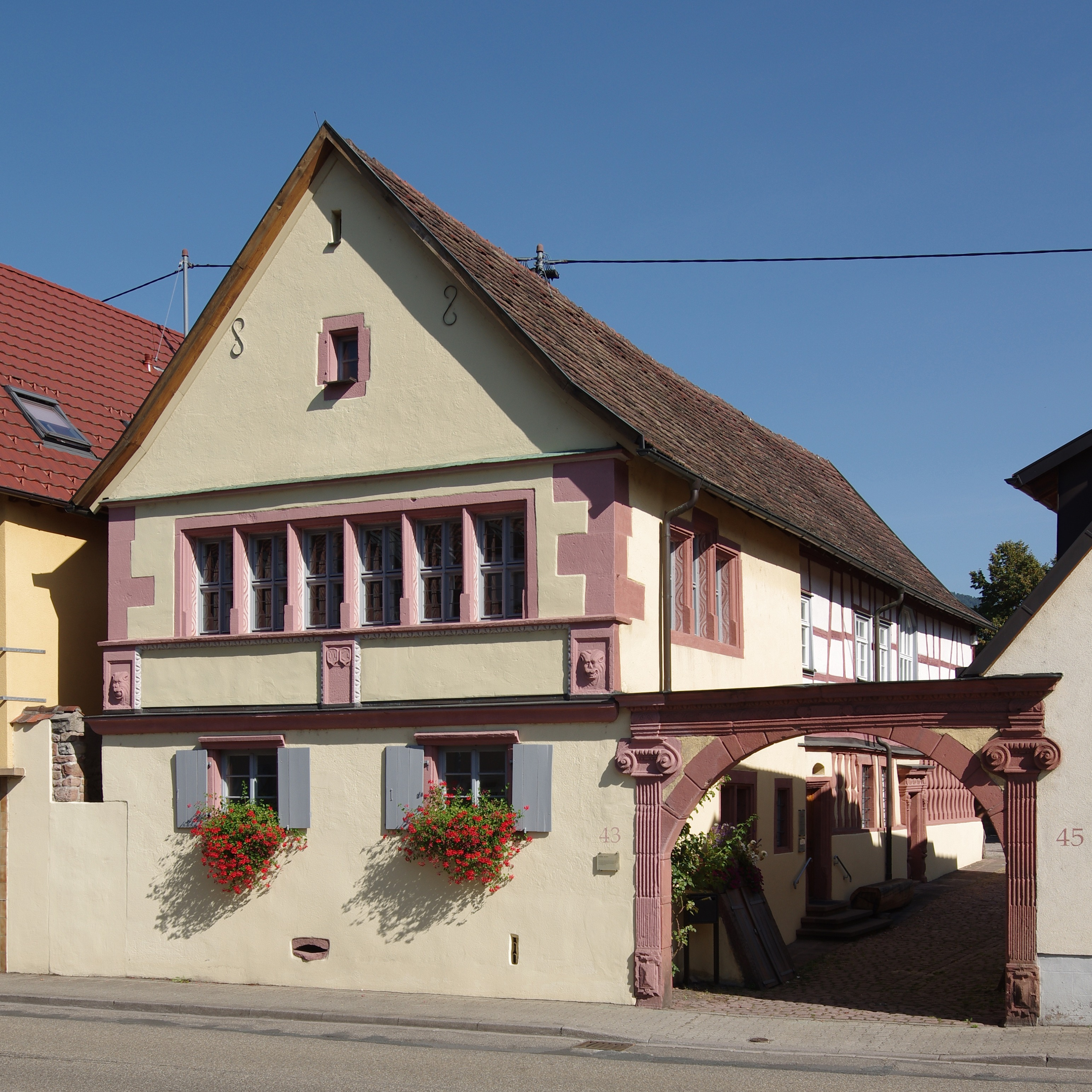
Haus Kast
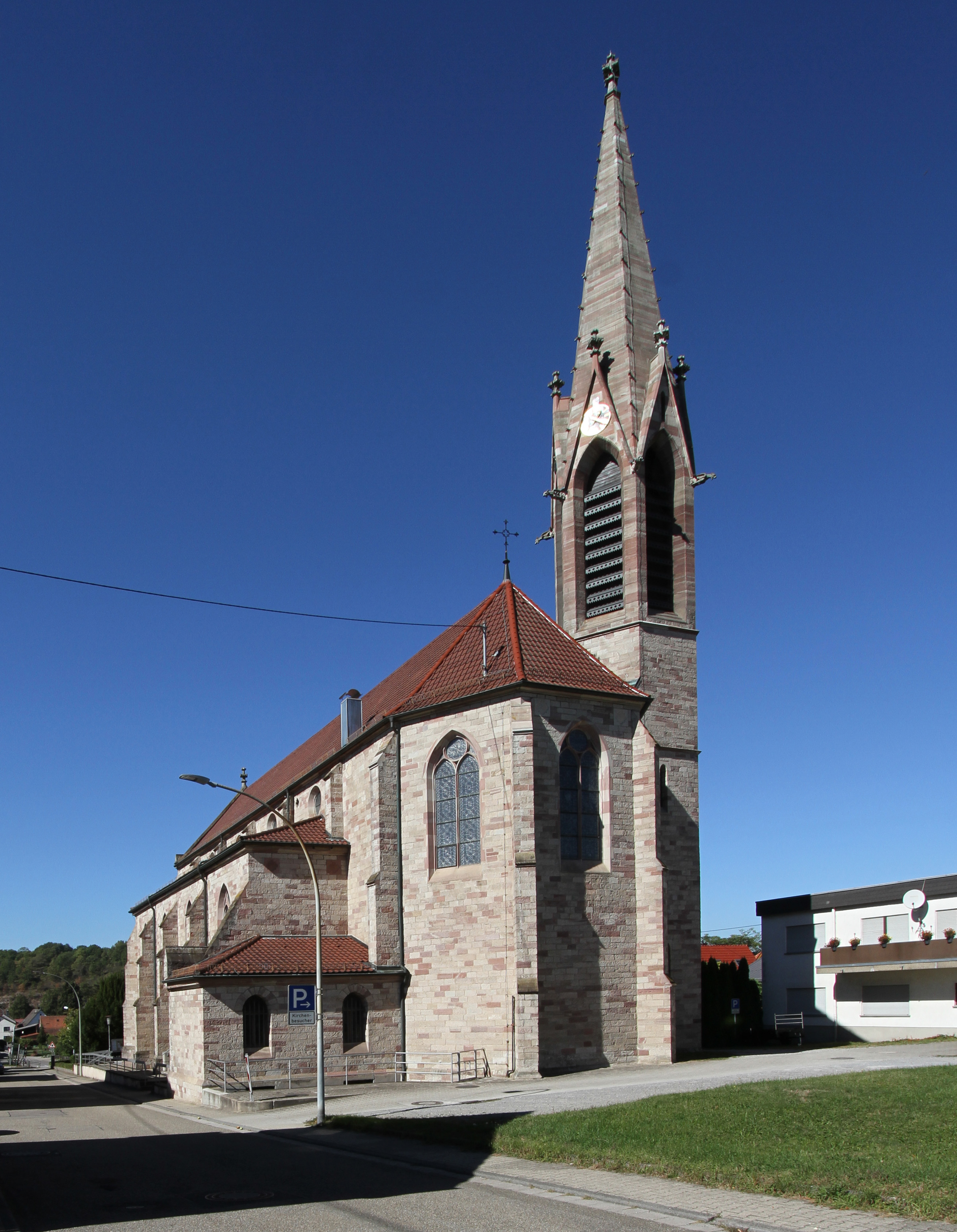
St. Johannes Nepomuk
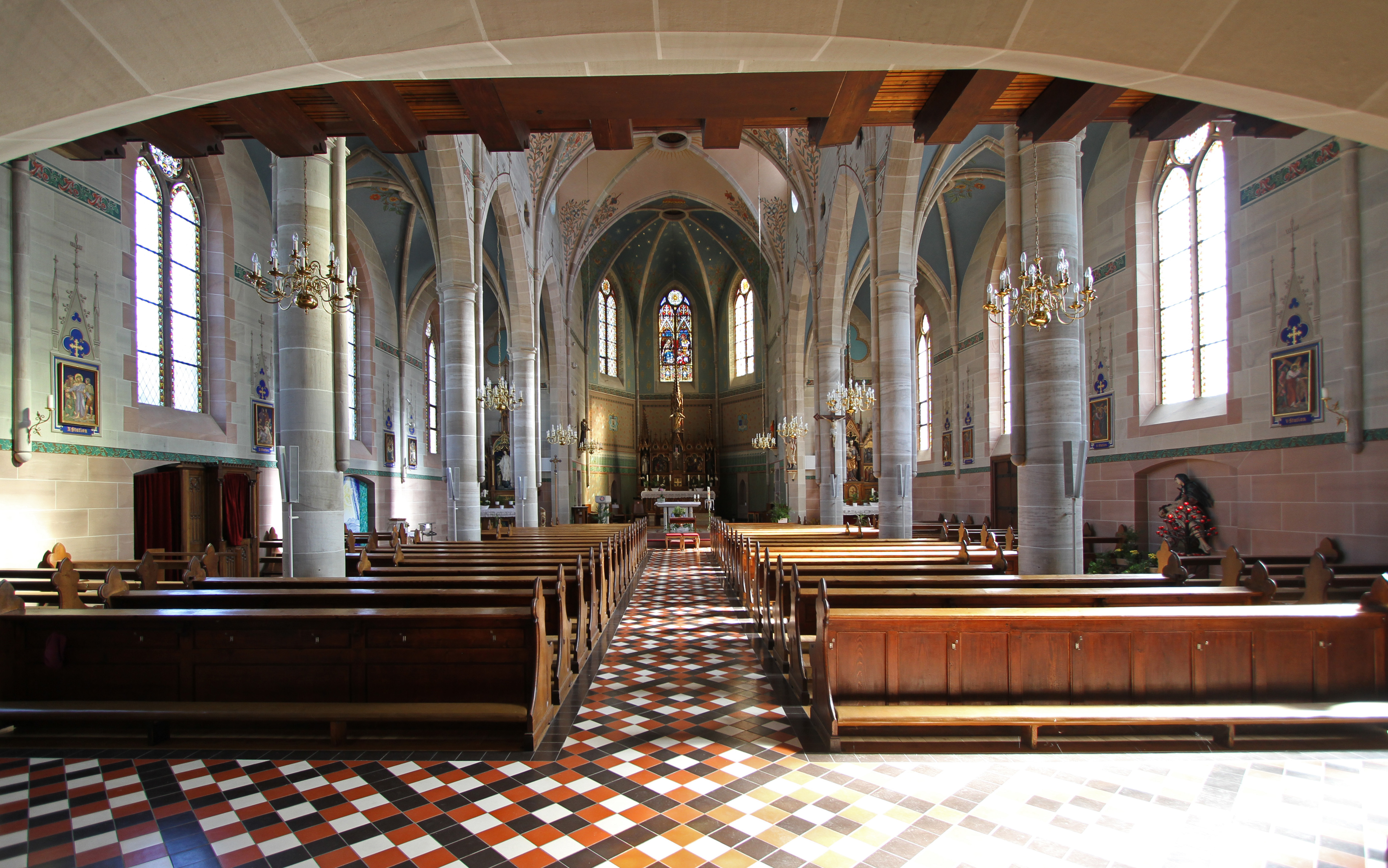
Innenraum von St. Johannes Nepomuk

## Partnerschaften
Es besteht eine Partnerschaft mit Hörden am Harz.

## Persönlichkeiten
- Marx Maier (12. Juli 1875 in Hörden – 3. September 1932 in Mannheim), Lehrer und Kantor